# Escuelas Militares Camilo Cienfuegos
El sistema de Escuelas Militares Camilo Cienfuegos (EMCC) son una especie de internado de las Fuerzas Armadas Revolucionarias de Cuba. Fundada en 1966,es una escuela preuniversitaria militar oficial. Brindan entrenamiento pre-militar a estudiantes de 12 a 17 años. Forjan más del 70% de los oficiales y el 50% de los generales y coroneles de las FAR. Lleva el nombre de Camilo Cienfuegos, un revolucionario cubano que, junto con Fidel Castro, Che Guevara, Juan Almeida Bosque y Raúl Castro, participó en la expedición Granma de 1956.

## Historia
Fueron creadas el 23 de septiembre de 1966 por iniciativa del General de Ejército Raúl Castro. Los nombres honoríficos que se consideraron fueron el de Ignacio Agramonte o Quintín Bandera. El propósito inicial fue la necesidad de la formación de escuelas que nutrieran los centros de educación militar con jóvenes cubanos que se formarían como futuros oficiales cadetes. En 1968, había cientos de estudiantes, y posteriormente, la escuela que entonces solo permitía varones se convirtió en mixta con la admisión de las primeras cadetes femeninas. Durante sus cuatro décadas, 3.800 estudiantes se graduaron de  educación preuniversitaria.
Los primeros edificios del campus de EMCC se ubicaron a la entrada de la localidad de Punta Brava, pero poco después se decidió trasladarlo a una instalación en Playa Baracoa (Bauta) en la antigua provincia de La Habana, actualmente provincia de Artemisa. Otros campus se encuentran en los siguientes lugares:
- Guantánamo[7]
- Sancti Spíritus creada en 1978[8]
- Baracoa  (La Habana)
- Cubanacán (Villa Clara)
- Alas Cívicas (Camagüey)
- Palma Soriano (Santiago de Cuba)